# Скопин, Иван Васильевич
Иван Васильевич Скопин (1875—1943) — участник Белого движения на Юге России, командир 1-го бронепоездного дивизиона ВСЮР, генерал-майор.

## Биография
Из потомственных дворян Саратовской губернии. Среднее образование получил в Ташкентской гимназии.
В 1897 году окончил военно-училищные курсы Московского военного училища, откуда выпущен был подпоручиком в Ивангородскую крепостную артиллерию. Произведен в поручики 28 августа 1900 года. 25 февраля 1901 года переведен в Туркестанскую крепостную артиллерию. Произведен в штабс-капитаны 29 августа 1904 года.
В русско-японскую войну, 16 марта 1905 года переведен в Восточно-Сибирский осадный артиллерийский полк, а 26 июля 1906 года — во 2-й Восточно-Сибирский осадный артиллерийский полк. 19 ноября 1906 переведен обратно в Туркестанскую крепостную артиллерию. Произведен в капитаны 14 сентября 1910 года.
С началом Первой мировой войны был переведен в 3-й тяжелый артиллерийский дивизион, затем развернутый в 3-ю тяжелую артиллерийскую бригаду. За боевые отличия был награждён всеми орденами до ордена Св. Владимира 4-й степени. 12 мая 1915 года произведен в подполковники «за отличия в делах против неприятеля». 10 декабря 1916 года переведен в 28-й отдельный полевой тяжелый артиллерийский дивизион. В 1917 году — полковник, командир того же дивизиона.
В Гражданскую войну участвовал в Белом движении на Юге России. Летом 1918 года — командир 1-й тяжелой (3-й гаубичной) батареи 3-й дивизии Добровольческой армии. Со 2 июля 1918 года служил на бронепоезде «Единая Россия», с 11 декабря 1918 был назначен командиром того же бронепоезда. С 7 апреля 1919 года назначен командиром 1-го бронепоездного дивизиона. В Русской армии — в 1-м бронепоездном дивизионе до эвакуации Крыма. Эвакуировался на корабле «Сцегед». На 30 декабря 1920 года — во 2-й батарее 6-го артиллерийского дивизиона в Галлиполи. Произведен в генерал-майоры.
В эмиграции во Франции. Состоял членом Общества офицеров-артиллеристов. Умер в 1943 году. Похоронен на кладбище Сент-Женевьев-де-Буа. Был женат.

## Награды
- Орден Святой Анны 4-й ст. с надписью «за храбрость» (ВП 22.12.1905)
- Орден Святого Станислава 3-й ст. с мечами и бантом (ВП 12.05.1907)
- Орден Святой Анны 3-й ст. (ВП 19.02.1910)
- Орден Святого Владимира 4-й ст. с мечами и бантом (ВП 3.03.1915)
- Орден Святого Станислава 2-й ст. с мечами (ВП 13.05.1915)
- мечи и бант к ордену Св. Анны 3-й ст. (ВП 21.04.1916)
- Орден Святой Анны 2-й ст. с мечами (ВП 25.06.1916)